# Slave Labor Graphics
Slave Labor Graphics, oder schlicht SLG, ist ein US-amerikanischer Independent-Comicverlag mit Sitz in San José in Kalifornien.

## Geschichte
Der Verlag wurde 1986 von Dan Vado gegründet, der SLG bis heute führt. Von Anfang an hatte sich der Independent-Verlag zum Ziel gesetzt, Comics und Graphic Novels unabhängig und abseits des Mainstreams zu veröffentlichen. In den mehr als 20 Jahren seines Bestehens hat sich Slave Labor Graphics so einen etablierten Kundenstamm und einen festen Platz im US-amerikanischen Comicmarkt erobern können. Dabei veröffentlicht der Verlag die Comics von bekannteren Zeichnern und Autoren, setzt jedoch auch in großem Maße auf Neulinge. 
Als erster Comic wurde von SLG 1986 Shadow Star #3 veröffentlicht, der erste große Erfolg stellte sich noch im ersten Jahr mit Samurai Penguin #1 von Dan and Mark Buck ein. Bis auf wenige Ausnahmen wurden die ersten veröffentlichten Titel von Freunden und Bekannten Vados geschaffen. Bis Mitte der 1990er Jahre blieb SLG jedoch ein kleiner Nischen-Verlag. In den folgenden Jahren mehrten sich erfolgreiche Titel, die von SLG publiziert wurden. 2005 ging der Verlag eine Kooperation mit der Walt Disney Company ein, der fortan einige Disney-Comicserien veröffentlicht. Die Comics von SLG, meist Alternative Comics, bieten oftmals einen düsteren und skurrilen Schwarzen Humor und richten sich überwiegend an erwachsene Leser.
Zu den erfolgreichsten und beliebtesten Zeichnern und Autoren, die heute für Slave Labor Graphics arbeiten zählen etwa Roman Dirge (Lenore, the Cute Little Dead Girl, Munsters in My Tummy), Jhonen Vasquez (Johnny the Homicidal Maniac, Squee!), Serena Valentino (Nightmares & Fairy Tales, Gloom Cookie), Crab Scrambly (The 13th of Never), Evan Dorkin (Milk & Cheese) oder FSc (Foo Swee Chin).